# Quelaines-Saint-Gault
Quelaines-Saint-Gault település Franciaországban, Mayenne megyében. Lakosainak száma 2141 fő (2022. január 1.). Quelaines-Saint-Gault Astillé, Nuillé-sur-Vicoin, Houssay, Origné, Peuton, Cosmes és La Roche-Neuville községekkel határos.

## Népesség
A település népességének változása:
| Lakosok száma | 1381 | 1727 | 1691 | 1822 | 2098 | 2149 | 2157 | 2121 | 2131 | 2141 |
|               | 1968 | 1982 | 1990 | 2006 | 2013 | 2015 | 2017 | 2019 | 2020 | 2022 |